# 新小倉病院
新小倉病院（しんこくらびょういん）は、福岡県北九州市小倉北区にある国家公務員共済組合連合会の病院である。

## 診療科
- 内科
  - 総合内科
  - 循環器内科
  - 消化器・内視鏡センター（消化器・内視鏡内科）
  - 血液内科
  - 脳神経内科
- 糖尿病センター
- 呼吸器センター
  - 呼吸器外科
  - 呼吸器内科
- 肝臓病センター
  - 肝臓内科
  - 肝臓外科
- 婦人科
- リハビリテーション科
- 呼吸リハビリ
- ソーシャルワーカー室
- 外科
  - 一般外科（消化器、肝臓・胆嚢・膵臓、乳腺・甲状腺、ヘルニア）
- 整形外科
  - 整形外科/スポーツ整形外科
- 皮膚科
- 泌尿器科
  - 泌尿器科
  - ハルン・ケア外来
  - 前立腺がん検査センター
- 眼科
- 放射線科
- 麻酔科
  - 歯科口腔外科

## アクセス
- 西鉄バス北九州
  - 金田二丁目バス停下車、徒歩約4分
  - 金田バス停下車、徒歩約3分